# Nuoto ai campionati europei di nuoto 2014 - 1500 metri stile libero femminili
La gara dei 1500 metri stile libero maschili degli Europei 2014 si è svolta il 22 e 23 agosto 2014. Le batterie si sono svolte al mattino del 22 e la finale nel pomeriggio del giorno successivo.

## Medaglie
| Pos.    | Atleta                   | Nazione  |
| ------- | ------------------------ | -------- |
| Oro     | Mireia Belmonte          | Spagna   |
| Argento | Boglárka Kapás           | Ungheria |
| Bronzo  | Martina Rita Caramignoli | Italia   |

## Record
Prima della manifestazione il record del mondo (RM), il record europeo (EU) e il record dei campionati (RC) erano i seguenti.
| Record mondiale       | 15'34"00 | Katie Ledecky    | 19 giugno 2014 Shenandoah, Stati Uniti |
| Record europeo        | 15'38"88 | Lotte Friis      | 30 luglio 2013 Barcellona, Spagna      |
| Record dei campionati | 15'58"54 | Flavia Rigamonti | 23 marzo 2008 Eindhoven, Paesi Bassi   |

Durante la competizione sono stati migliorati i seguenti record:
| Data      | Evento | Atleta          | Nazione | Tempo    | Record                |
| --------- | ------ | --------------- | ------- | -------- | --------------------- |
| 23 agosto | Finale | Mireia Belmonte | Spagna  | 15'57"29 | Record dei campionati |

## Risultati

### Batterie
| Pos. | Batteria | Corsia | Atleta                   | Nazionalità   | Tempo    | Note |
| ---- | -------- | ------ | ------------------------ | ------------- | -------- | ---- |
| 1    | 2        | 4      | Mireia Belmonte          | Spagna        | 16'11"22 | Q    |
| 2    | 3        | 2      | Aurora Ponsele           | Italia        | 16'14"46 | Q    |
| 3    | 3        | 5      | Boglárka Kapás           | Ungheria      | 16'17"23 | Q    |
| 4    | 2        | 2      | Tjaša Oder               | Slovenia      | 16'18"81 | Q    |
| 5    | 3        | 3      | Martina Rita Caramignoli | Italia        | 16'19"68 | Q    |
| 6    | 3        | 7      | Julia Hassler            | Liechtenstein | 16'21"06 | Q    |
| 7    | 2        | 5      | María Vilas              | Spagna        | 16'22"48 | Q    |
| 8    | 3        | 6      | Isabelle Härle           | Germania      | 16'25"05 | Q    |
| 9    | 2        | 8      | Sharon van Rouwendaal    | Paesi Bassi   | 16'26"53 |      |
| 10   | 2        | 6      | Sarah Köhler             | Germania      | 16'31"84 |      |
| 11   | 3        | 8      | Gaja Natlacen            | Slovenia      | 16'37"41 |      |
| 12   | 2        | 3      | Leonie Antonia Beck      | Germania      | 16'37"84 |      |
| 13   | 3        | 0      | Coralie Codevelle        | Francia       | 16'39"78 |      |
| 14   | 3        | 1      | Marianne Lymperta        | Grecia        | 16'41"11 |      |
| 15   | 2        | 1      | Kalliopi Araouzou        | Grecia        | 16'44"87 |      |
| 16   | 2        | 0      | Aurélie Muller           | Francia       | 16'45"50 |      |
| 17   | 2        | 9      | Spele Perse              | Slovenia      | 16'45"67 |      |
| 18   | 3        | 9      | Julie Berthier           | Francia       | 16'57"82 |      |
| 19   | 1        | 5      | Martina Elhenická        | Rep. Ceca     | 17'06"29 |      |
| 20   | 2        | 7      | Morgone Rothon           | Francia       | 17'11"50 |      |
| 21   | 1        | 4      | Andrea Basaraba          | Serbia        | 17'20"73 |      |
| 22   | 1        | 3      | Maj Howardson            | Danimarca     | 17'21"16 |      |
| 23   | 1        | 6      | Alena Benešová           | Rep. Ceca     | 17'28"34 |      |
| 24   | 1        | 2      | Barbora Picková          | Rep. Ceca     | 17'30"36 |      |
| 25   | 1        | 7      | Anna-Marie Benešová      | Rep. Ceca     | 18'15"11 |      |
| —    | 3        | 4      | Lotte Friis              | Danimarca     |          | DNS  |

### Finale
| Pos. | Corsia | Atleta                   | Nazionalità   | Tempo    | Note                  |
| ---- | ------ | ------------------------ | ------------- | -------- | --------------------- |
|      | 4      | Mireia Belmonte          | Spagna        | 15'57"29 | Record dei campionati |
|      | 3      | Boglárka Kapás           | Ungheria      | 16'03"04 |                       |
|      | 2      | Martina Rita Caramignoli | Italia        | 16'05"98 |                       |
| 4    | 6      | Tjaša Oder               | Slovenia      | 16'11"17 |                       |
| 5    | 5      | Aurora Ponsele           | Italia        | 16'13"20 |                       |
| 6    | 8      | Isabelle Härle           | Germania      | 16'17"55 |                       |
| 7    | 1      | María Vilas              | Spagna        | 16'22"48 |                       |
| 8    | 7      | Julia Hassler            | Liechtenstein | 16'26"37 |                       |